# Дискография Yeah Yeah Yeahs
Дискография американской рок-группы Yeah Yeah Yeahs, исполняющей музыку в жанрах инди-рока, арт-панка, дэнс-панка и постпанк-ривайвла, включает в себя 4 студийных альбомов, 1 сборник, 3 мини-альбома, 13 синглов и 2 видеоальбома.

## Студийные альбомы
| Год                                            | Альбом | Высшие позиции в чартах | Высшие позиции в чартах | Высшие позиции в чартах | Высшие позиции в чартах | Высшие позиции в чартах | Высшие позиции в чартах | Высшие позиции в чартах | Высшие позиции в чартах | Высшие позиции в чартах | Высшие позиции в чартах | Высшие позиции в чартах | Высшие позиции в чартах | Высшие позиции в чартах | Высшие позиции в чартах | Высшие позиции в чартах | Сертификации (Пороги продаж)  |
| Год                                            | Альбом | GB                      | AT                      | AU                      | BE                      | CA                      | CH                      | DE                      | DK                      | FR                      | IE                      | JP                      | MX                      | NO                      | NZ                      | US                      | Сертификации (Пороги продаж)  |
| ---------------------------------------------- | --- | ----------------------- | ----------------------- | ----------------------- | ----------------------- | ----------------------- | ----------------------- | ----------------------- | ----------------------- | ----------------------- | ----------------------- | ----------------------- | ----------------------- | ----------------------- | ----------------------- | ----------------------- | ----------------------------- |
| 2003                                           | Fever to Tell - Дата выхода: 29 апреля - Лейбл: Interscope - Форматы: CD, LP                               | 13                      | —                       | —                       | —                       | —                       | —                       | —                       | —                       | 70                      | 18                      | 117                     | —                       | 39                      | —                       | 55                      | BPI: Серебряный RIAA: Золотой |
| 2006                                           | Show Your Bones - Дата выхода: 27 марта - Лейбл: Interscope - Форматы: CD, LP                              | 7                       | 54                      | 17                      | 43/77                   | —                       | —                       | 65                      | —                       | 96                      | 17                      | 109                     | —                       | —                       | —                       | 11                      |                               |
| 2009                                           | It's Blitz! - Дата выхода: 9 марта - Лейбл: Interscope - Форматы: CD, LP                                   | 9                       | 61                      | 8                       | 23/83                   | —                       | 85                      | 71                      | 40                      | 160                     | 10                      | 62                      | 56                      | 12                      | 22                      | 22                      | BPI: Серебряный ARIA: Золотой |
| 2013                                           | Mosquito - Дата выхода: 16 апреля - Лейбл: Interscope - Форматы: CD, LP                                    | 9                       | 44                      | 17                      | 57/120                  | 10                      | 76                      | 63                      | —                       | 128                     | 8                       | 54                      | —                       | 24                      | —                       | 5                       |                               |
| 2022                                           | Cool It Down - Дата выхода: 30 сентября - Лейбл: Secretly Canadian - Форматы: CD, LP, цифровая дистрибуция | 10                      | —                       | 19                      | 123                     | —                       |                         | 29                      |                         | —                       | 80                      |                         |                         |                         |                         | 45                      |                               |
| Знак «—» означает, что альбом не попал в чарт. | |                         |                         |                         |                         |                         |                         |                         |                         |                         |                         |                         |                         |                         |                         |                         |                               |

## Сборники
| Год                                             | Альбом                                                                                          | Высшие позиции в чартах | Высшие позиции в чартах | Высшие позиции в чартах | Высшие позиции в чартах | Высшие позиции в чартах | Высшие позиции в чартах | Высшие позиции в чартах | Высшие позиции в чартах |
| Год                                             | Альбом                                                                                          | GB                      | AU                      | DE                      | DK                      | FR                      | IR                      | JP                      | SE                      |
| ----------------------------------------------- | ----------------------------------------------------------------------------------------------- | ----------------------- | ----------------------- | ----------------------- | ----------------------- | ----------------------- | ----------------------- | ----------------------- | ----------------------- |
| 2009                                            | iTunes Originals – Yeah Yeah Yeahs - Дата выхода: 20 октября - Лейбл: DGC Records - Форматы: CD | —                       | —                       | —                       | —                       | —                       | —                       | —                       | —                       |
| Знак «—» означает, что сборник не попал в чарт. |                                                                                                 |                         |                         |                         |                         |                         |                         |                         |                         |

Комментарии
1. ↑  Выпускался эксклюзивно для iTunes Store.

## Мини-альбомы
| 2001                                           | Yeah Yeah Yeahs - Дата выхода: 9 июля - Лейбл: Shifty, Touch and Go - Форматы: CD, EP | —  | — | — | — | — | — | — | —  |
| 2002                                           | Machine - Дата выхода: 5 ноября - Лейбл: Touch and Go - Форматы: CD, 10", 12"         | 37 | — | — | — | — | — | — | —  |
| 2007                                           | Is Is - Дата выхода: 24 июля - Лейбл: Touch and Go - Форматы: CD, 7"                  | —  | — | — | 5 | — | — | — | 56 |
| Знак «—» означает, что альбом не попал в чарт. |                                                                                       |    |   |   |   |   |   |   |    |

## Синглы
| Дата                                          | Сингл                 | Высшие позиции в чартах | Высшие позиции в чартах | Высшие позиции в чартах | Высшие позиции в чартах | Высшие позиции в чартах | Высшие позиции в чартах | Альбом          |
| Дата                                          | Сингл                 | GB                      | BE                      | DE                      | FR                      | IE                      | B100                    | Альбом          |
| --------------------------------------------- | --------------------- | ----------------------- | ----------------------- | ----------------------- | ----------------------- | ----------------------- | ----------------------- | --------------- |
| 2002                                          | «Machine»             | 37                      | —                       | —                       | —                       | —                       | —                       | Machine         |
| 2003                                          | «Date with the Night» | 16                      | —                       | —                       | —                       | —                       | —                       | Fever to Tell   |
| 2003                                          | «Pin»                 | 29                      | —                       | —                       | —                       | —                       | —                       | Fever to Tell   |
| 2004                                          | «Maps»                | 26                      | —                       | —                       | —                       | —                       | 87                      | Fever to Tell   |
| 2004                                          | «Y Control»           | 54                      | —                       | —                       | —                       | —                       | —                       | Fever to Tell   |
| 2006                                          | «Gold Lion»           | 18                      | —                       | —                       | —                       | 37                      | 88                      | Show Your Bones |
| 2006                                          | «Turn Into»           | 53                      | —                       | —                       | —                       | 37                      | —                       | Show Your Bones |
| 2006                                          | «Cheated Hearts»      | —                       | —                       | —                       | —                       | —                       | —                       | Show Your Bones |
| 2007                                          | «Down Boy»            | —                       | —                       | —                       | —                       | —                       | —                       | Is Is           |
| 2009                                          | «Zero»                | 49                      | —                       | —                       | —                       | —                       | —                       | It's Blitz!     |
| 2009                                          | «Heads Will Roll»     | 89                      | 1/—                     | 73                      | 45                      | —                       | —                       | It's Blitz!     |
| 2010                                          | «Skeletons»           | —                       | —                       | —                       | —                       | —                       | —                       | It's Blitz!     |
| 2013                                          | «Sacrilege»           | —                       | 74/—                    | —                       | —                       | —                       | —                       | Mosquito        |
| Знак «—» означает, что сингл не попал в чарт. |                       |                         |                         |                         |                         |                         |                         |                 |

## Видеоальбомы
| Год                                                 | Альбом                                                                                                   | Высшие позиции в чартах | Высшие позиции в чартах | Высшие позиции в чартах | Высшие позиции в чартах | Высшие позиции в чартах | Высшие позиции в чартах | Высшие позиции в чартах | Высшие позиции в чартах |
| Год                                                 | Альбом                                                                                                   | GB                      | AU                      | DE                      | DK                      | FR                      | IE                      | JP                      | SE                      |
| --------------------------------------------------- | --- | ----------------------- | ----------------------- | ----------------------- | ----------------------- | ----------------------- | ----------------------- | ----------------------- | ----------------------- |
| 2006                                                | Tell Me What Rockers to Swallow - Дата выхода: 19 октября - Лейбл: Interscope - Формат: DVD              | —                       | —                       | —                       | —                       | —                       | —                       | —                       | —                       |
| 2010                                                | Yeah Yeah Yeahs: Live from London - Дата выхода: 27 июля - Лейбл: DGC, Interscope - Формат: iTunes Video | —                       | —                       | —                       | —                       | —                       | —                       | —                       | —                       |
| Знак «—» означает, что видеоальбом не попал в чарт. | |                         |                         |                         |                         |                         |                         |                         |                         |

## Видеоклипы
| Год  | Песня                 | Режиссёр(ы)             |
| ---- | --------------------- | ----------------------- |
| 2003 | «Date with the Night» | Патрик Дотерс           |
| 2003 | «Pin»                 | Тунде Адебимпе          |
| 2004 | «Maps»                | Патрик Дотерс           |
| 2004 | «Y Control»           | Спайк Джонз             |
| 2006 | «Gold Lion»           | Патрик Дотерс           |
| 2006 | «Turn Into»           | Патрик Дотерс           |
| 2006 | «Cheated Hearts»      | Marshmellow             |
| 2007 | «Down Boy»            | K. K. Баррет Лэнс Бэнгс |
| 2009 | «Zero»                | Барни Клэй              |
| 2009 | «Heads Will Roll»     | Ричард Айоади           |
| 2010 | «Skeletons»           | Барни Клэй              |
| 2013 | «Sacrilege»           | Megaforce               |
| 2013 | «Mosquito»            | Беомсик Шимбе Шим       |
| 2013 | «Despair»             | Патрик Дотерс           |